# Lijst van metalbands
Hieronder staat een alfabetische lijst van metalbands met een artikel op de Nederlandstalige Wikipedia; muziekgroepen die metalmuziek spelen, maar waarbij soms ook overlap bestaat met andere muziekgenres, zoals hardrock en industrial.

## 0-9
1349 -
2 Ton Predator -
3 Inches of Blood -
35007 -
36 Crazyfists -
37 STABWOUNDZ -
The 3rd and the Mortal -
The 69 Eyes -
7Zuma7

## A
Aaskereia -
Abattoir -
Abdullah -
Abhorrent -
Abigail -
Abigor -
Ablaze My Sorrow -
Aborted -
Abscess -
Abstrakt Algebra -
Absu -
Absurd -
The Abyss -
Accept -
Accu§er -
Acheron -
Acid -
Acid Bath -
Acid Death -
Acid Reign -
Acrimony -
Ad Infinitum -
Adagio -
Adramelch -
Aeternitas -
Aeternus -
Afflicted -
After All -
After Forever -
Aftermath -
Agalloch -
Agathodaimon -
Age of Silence -
Agent Steel -
Agents of Oblivion -
Aghora -
Agnostic Front -
Agony -
Agony Column -
The Agony Scene -
Agoraphobic Nosebleed -
Agressor -
Airdash -
Ajattara -
Akercocke -
Alabama Thunderpussy -
Alarum -
Alas -
Alastis -
Alcatrazz -
Alchemist -
Alchemy X -
Alestorm -
Alice in Chains -
AliennatioN -
All That Remains -
All Too Human -
Almafuerte -
Altar -
Altaria -
Alter Bridge -
Alvenrad -
Am I Blood -
Amaran -
Ambeon -
Amebix -
Amen -
Amenra -
The Amenta -
Americade -
Amon Amarth -
Amorphis -
Amsvartner -
Anaal Nathrakh -
Anacrusis -
Anal Cunt -
Anata -
Anathema -
Ancient -
Ancient Rites -
Ancient Wisdom -
Andromeda -
Angel Corpse -
Angel Dust -
Angel Witch -
Ángeles del Infierno -
Angra -
Anguish -
Angus -
Annihilator -
Annon Vin -
Anorexia Nervosa -
Antaeus -
Antestor -
Anthem -
Anthrax -
Antithesis -
Anvil -
Anvil Bitch -
A Perfect Circle -
Apocalyptica -
Apocrypha -
Die Apokalyptischen Reiter -
Apollyon Sun -
Apophis -
Apostasy -
Arch Enemy -
Archie Bunker -
Arcturus -
Aria -
Ark -
Arkangel -
Arkhon Infaustus -
Arkona -
Armageddon (Brits) -
Armageddon (Zweeds) -
Arminius -
Armored Saint -
Armoured Angel -
Artch -
Arthemesia -
Artension -
Artillery -
Artrosis -
As Divine Grace -
Asesino -
Asgaroth -
Ashes You Leave -
Asking Alexandria -
Ásmegin -
Asphyx -
Asrai -
Assück -
Astroqueen -
At the Gates -
At Vance -
At War -
Atheist -
The Atomic Bitchwax -
Atomic Opera -
Atomkraft -
Atreyu -
Atrocity -
Atrophia Red Sun -
Atrophy -
Atrox -
Attacker -
Attention Deficit -
August Burns Red -
Aura Noir -
Aurora Borealis -
Autophagia -
Autumn -
Autumnblaze -
Avantasia -
Avenger -
Avenged Sevenfold -
The Awesome Machine -
Awkward Thought -
Axamenta -
Axenstar -
Axxis -
Aydra -
Ayreon

## B
Babylon Whores -
Babymetal -
Bad Omens -
Barón Rojo -
Barren Cross -
Bastaerdschwaerd -
Bathory -
Battlelore -
Beartooth -
Behemoth -
Behexen -
Belketre -
Belphegor -
Benediction -
Bethlehem -
Beyond Fear -
Beyond the Black -
Beyond the Bridge -
Bilskirnir -
The Black Dahlia Murder -
Black Label Society -
Black Sabbath -
Black Veil Brides -
Blackstar -
Blaze -
Blessthefall -
Blind Fury -
Blind Guardian -
Blindside -
Blizard -
Bloodbath -
Bloodgood -
Bloodrocuted -
Blue Cheer -
Blut Aus Nord -
Body Count -
Bolt Thrower -
Born from Pain -
Bowel Stew -
Brenoritvrezorkre -
Bring Me the Horizon -
Brocken Moon -
Bruce Dickinson -
Budgie -
Bullet for My Valentine -
Burning Witches -
Burzum -
Burzumennuz -
Brutus

## C
Caliban -
Callenish Circle -
Candlemass -
Cannibal Corpse -
Carcass -
Casbah -
Cellar Darling -
Celestial Season -
Celtic Frost -
Channel Zero -
Chelsea Grin -
Children of Bodom -
Chimaira -
The Circle -
Cliteater -
Coal Chamber -
Cobra Spell -
Cock and Ball Torture -
Code -
Coldrain -
ColdWorld -
Confessor -
Coroner -
Corrosion of Conformity -
Countess -
Cradle of Filth -
Crazy Town -
Cryptic Slaughter -
Cryptopsy -
Cynic

## D
Dagorlad -
Damageplan -
Danzig -
Dark Age -
Dark Angel -
Dark Funeral -
Dark Reality -
Dark Tranquillity -
Darkest Hour -
Darkthrone -
Day Six -
Dead End -
Deadlock -
Death -
Death Angel -
Deathrow -
Deathspell Omega -
Deathstars -
Decapitated -
Deep Purple -
Def Leppard -
Deftones -
Deicide -
Delain -
Deliverance -
Demons & Wizards -
Demon Hunter -
Destruction -
Detonation -
Detente -
Deviated Instinct -
DevilDriver -
Diabolical Masquerade -
The Dillinger Escape Plan -
Dimmu Borgir -
Dio -
Dir En Grey -
Disabuse -
Dissection -
Disturbed -
Doom -
Doro - 
DragonForce -
Dream Theater -
D.R.I. -
Drowning Pool -
Drudkh -
Dungeon

## E
Edenbridge -
Edguy -
Eluveitie -
Elvenking -
Emigrate -
Emperor -
End Of The Dream -
Ensiferum -
Enslaved -
Enter My Silence -
Enthroned -
Entombed -
Epica -
Equilibrium -
Escape the Fate - 
Evanescence -
Evergrey -
Evile -
Exodus -
Extol

## F
Faith No More -
Falkenbach -
The Fallen -
Falling in Reverse -
Fantômas -
Fate Gear -
Fates Warning -
Fear Factory -
Fear of God -
Feeder -
Fenris -
Feuerschwanz -
Fight -
Finntroll -
Finsterforst -
Firebird -
Firewind -
Five Finger Death Punch -
Flatbacker -
Flotsam and Jetsam -
The Flower Kings -
Freedom Call -
From First to Last -
Furor Gallico

## G
Gack -
Gallhammer -
Galneryus -
Gamma Ray -
The Gathering -
Gehenna -
Geimhre -
Ghost -
Girlschool -
Gjallarhorn -
Gloryhammer -
Goat Horn -
God Dethroned -
God Forbid -
Godflesh -
God Seed -
Godsmack -
Gojira -
Gorefest -
Gorgoroth -
Gothminister -
Graveland -
Graveworm -
Grimm -
Grip Inc. -
Guns N' Roses -
GWAR -
Gwyllion

## H
Haggard -
Halford -
HammerFall -
Hatebreed -
Hatesphere -
Hawkwind -
HB -
Heaven -
Heavenly -
Heaven Shall Burn -
Hecate Enthroned -
Heidevolk -
Hel -
Helloween -
Herder -
Hermano -
High on Fire -
HIM -
Himinbjörg -
Himsa -
Holocaust -
Horde -
Huldrefolk -
Hypocrisy

## I
I Prevail -
Iced Earth -
IGNEA -
Ildjarn -
Ill Niño -
Immortal -
Instil -
In Extremo -
In Flames -
In This Moment -
Incubus -
Infectious Grooves -
Infernum -
Inferum -
Insision -
Insomnium -
Interzone -
Intronaut -
Iron Maiden - 
Iron Savior -
Ithilien

## J
Jackyl -
Jadis -
Jag Panzer -
Jason Becker -
Jitiizer -
Jinjer -
Job for a Cowboy -
Jon Oliva's Pain -
Judas Iscariot -
Judas Priest

## K
Kaipa -
Kalevala -
Kamelot -
Karbo -
Katafalk -
Kataklysm -
Katatonia -
Katharsis -
Kekal -
Killswitch Engage -
Kittie -
Kong -
Kontrust -
Korn -
Korpiklaani -
The Kovenant -
Kreator -
Krieg -
Kyuss

## L
L7 -
Lääz Rockit -
Lacrimas Profundere -
Lacuna Coil -
Lamb of God -
Las Cruces -
Leaves' Eyes -
The Legion -
Legion of the Damned -
Les Légions Noires -
Leprous -
Life of Agony -
Limp Bizkit -
Linkin Park -
Liquid Tension Experiment -
Living Colour -
Living Death -
Lordi -
Lost in Misery -
Lostprophets -
Loudness -
Lucifugum -
Lullacry -
Lunatica

## M
Macabre -
Machine Head -
Madball -
Magellan -
Magic Kingdom -
Mägo de Oz -
Mandator -
Månegarm -
Manes -
Manowar -
Marduk -
Marilyn Manson -
Marty Friedman -
Massive Assault -
Master -
Mastercastle -
Masterplan -
Mastodon -
Mayhem -
Medieval -
Megadeth -
Megaherz -
Mekong Delta -
Melechesh -
Melvins -
Mercenary -
Mercyful Fate -
Meshuggah -
Metal Church -
Metallica -
Michael Schenker Group -
Midnattsol -
Ministry -
Ministry of Terror -
Misfits -
M.O.D. -
Moon -
Moonblood -
Moonsorrow -
Moonspell -
Morbid Angel -
Morda -
Mortification -
Mortiis -
Mötley Crüe -
Motörhead -
Mountain Eye -
Mudvayne -
Municipal Waste -
Murderdolls -
Mütiilation -
My Dying Bride -
My Ruin -
Myrkvar -
Mysto Dysto

## N
Naglfar -
Nailbomb -
Napalm Death -
Nargaroth -
Nasum -
Necrophobic -
Nemesea -
Nervosa -
Neurosis -
Nevermore -
Nightwish -
Nightqueen -
Nile -
Nocturna -
Norma Jean -
Norther -
Novembre -
Nuclear Assault

## O
Obituary -
Ondskapt -
One Minute Silence -
Oomph! -
Opeth -
Orange Goblin -
Orphanage -
Otep -
Overkill - 
Onslaught

## P
Pagan's Mind -
Pain -
Pain of Salvation -
Panic -
Pantera -
Papa Roach -
Paradise Lost -
Parkway Drive -
P.O.D. -
Pearl Jam -
Peter Pan Speedrock -
Picture -
Pillar -
Pitchshifter -
Planet X -
Poison Arts -
Polluted Inheritance -
Powerstroke -
Powerwolf -
Primal Fear -
Primus -
Probot -
Pro-Pain -
Psyclon Nine

## Q
Queensrÿche -
Quiet Riot

## R
Racer X -
Rage Against the Machine -
Rainbow -
Rammstein -
Ratt -
Raven -
Reckless Love -
Repulsion -
Rhapsody of Fire -
Riverside -
Rockbitch -
Rollins Band -
Rommel -
Rose Tattoo -
Rotting Christ -
Royal Hunt -
Rush

## S
Sabaton -
Sabbrabells -
Saber Tiger -
Sacred Reich -
Saille -
Saint Vitus -
Saltus -
Samael -
Samson -
Sanguinary -
Sariola -
Satanic Warmaster -
Satyricon -
Savatage -
Saviour Machine -
Saxon -
Scar Symmetry -
Scars of Tomorrow -
Scars on Broadway -
Schandmaul -
Scorpions -
Seikima-II -
Sempiternal Deathreign -
Sentenced -
Sepultura -
Serenity -
Shadows Fall -
Shining -
Silverstein -
Sinergy -
The Sins of Thy Beloved -
Sirenia -
Sisters of Suffocation -
Six Feet Under -
Skepticism -
Skillet -
Skyclad -
Skyfire -
Skyforger -
Slayer -
Slechtvalk -
Sleep -
Sleeping with Sirens -
Slipknot -
S.O.D. -
Sodom -
Soilwork -
Solarcycles -
Solitude Aeturnus -
Sonata Arctica -
Sonic Syndicate -
Soulfly -
Soundgarden -
Spoil Engine -
Staind -
Static-X -
Steak Number Eight -
Steel Panther -
Steppenwolf -
Stone Sour -
Stormlord -
Stratovarius -
Stream of Passion -
Stryper -
Subway to Sally -
Suicidal Tendencies -
Suicide Silence -
Summoning -
Sunn O))) -
Superjoint Ritual -
Susperia -
Svartsot -
Swallow the Sun -
The Sword -
Symphony X -
System of a Down

## T
Taake -
Tankard -
Tarot -
Tau Cross -
Tenacious D -
Teräsbetoni -
Terror -
Terrorizer -
Tesla -
Testament -
Textures -
The Charm The Fury -
The Dark Side Of The Moon -
Theatre of Tragedy -
Theocracy - 
Thergothon -
Therion -
Thin Lizzy -
Three Days Grace -
Thrice -
Thunderstone -
Thurisaz -
Thy Art Is Murder -
Thyrfing -
Tiamat -
Tool -
Torgeist -
Tourniquet -
Devin Townsend -
Trist -
Tristania -
Trivium -
Trust -
Turbo -
Turisas -
Turmion Kätilöt -
Twisted Sister -
Type O Negative -
Týr

## U
U.D.O. -
Ulrikes Dream -
Ulver -
Underoath -
Unearth -
Unisonic -
Unleashed -
Urfaust

## V
Vaakevandring -
Vader -
VanKatoen -
Vanden Plas -
Vanderbuyst -
Van Canto -
Velvet Revolver -
Venom -
Vesania -
Vintersorg -
Virgin Steele -
Vixen -
Vlad Tepes -
Volbeat -
VUUR

## W
Warmaster -
Walls of Jericho -
Warlock -
W.A.S.P. -
Watain -
We Came as Romans -
Wednesday 13 -
While She Sleeps -
Whitecross -
White Zombie -
Windir -
Wintersun -
Within Temptation -
Woe, Is Me -
Wolfbrigade -
Wolfsbane -
Wolves at the Gate -
Wolves in the Throne Room

## X
Xandria -
Xasthur -
Xenomorph -
X Japan

## Y
Y&T

## Z
Zao (VS) -
Zarathustra -
Zebrahead -
Zyklon
Portaal · Categorie